# Rinorea bicornuta
Rinorea bicornuta és una espècie de planta amb flors que pertany a la família de les violàcies. És endèmica del Brasil, concretament a la conca de l'Amazones. Va ser descrita per William H. Hekking el 1979. R. bicornuta –del llati bicornutus, -a, -um «que té dues banyses»– rep el nom específic de les seves dues cúspides llargues i amb serrells a la part ventral de la part apical de les teques: aquestes cúspides estan connades a la base.

## Descripció
Un arbre o arbust. Fulles alternes; plaques ovades; costelles peludes; venes laterals 10-13 (excepte la punta); marges subintactes o subcrenats, poc ciliats. Inflorescència tirs solitàries, axil·lars o terminals; raïms d'1-5 flors. Sèpals iguals. Pètals iguals, carnosos i peluts a la part mitjana i basal, poc ciliats. Els fils de filaments es teixeixen en un tub carnós; escates bicornes de teca annexa ventralment; connectiu dorsal glabre, produït en escates ovades acuminades cinnamomea pàl·lides. Ovari subcònic, àpex pelut, òvuls 3×1. Estilet erecte amb una punta lleugerament corbada. Fruita desconeguda.
El seu hàbitat natural es troba als bosc de ribera de la conca superior de l'Amazones.
A la Llista Vermella de la UICN és classificada com en perill.